# Alex und der Löwe
Alex und der Löwe ist eine romantische deutsche Filmkomödie von Yuri Gárate aus dem Jahr 2010.

## Handlung
Leo ist seit vier Jahren mit Carla liiert, die ihn zur Heirat drängt. Leo will sich jedoch nicht so fest an sie binden. Alexander ist mit Daniel zusammen, erwischt ihn aber in flagranti mit einem Anderen und beendet die Beziehung.
Als Leo sich eingesteht, dass er sich zu Männern hingezogen fühlt, verlässt ihn Carla schockiert. Leo lernt Alex kennen, nachdem dieser gemeinsam mit seinem ebenfalls homosexuellen Freund Tobi und den heterosexuellen Freundinnen Kerstin und Stefanie eine Travestieshow besucht. Er fühlt sich zu Alex hingezogen, ist jedoch zu schüchtern. In einem Club sackt Leo nach übermäßigem Alkoholkonsum zusammen, so dass Alex ihn in die nahe gelegene Wohnung von Steffi bringt. Dort weist er Leos Annäherungen zurück. Doch auf Steffis jährlicher Bikini-Party ergreift Leo die Initiative und beide verbringen eine Nacht miteinander. Alex ist momentan im Gegensatz zu Leo noch nicht an einer längeren Beziehung interessiert, aus Angst, wieder verletzt zu werden. Daraufhin wirft Leo ihn enttäuscht aus der Wohnung.
Nachdem Alex völlig unglücklich in Tobis Wohnung sitzt, nimmt dieser die Sache in die Hand, obwohl er Leo nicht leiden kann. Er besucht ihn und fordert ihn auf, Alex endlich glücklich zu machen. Zufälligerweise klingelt Alex gerade an der Wohnungstür, um sich zu entschuldigen. Leo küsst ihn daraufhin. Die gesamte Clique befindet sich nun in glücklichen Beziehungen.

## Kritik
„Als homosexuelle Screwball Comedy apostrophierte Low-Budget-Beziehungskomödie vor Berliner Boheme-Kulissen, eine weitgehend gut gelaunte Parade bunter Vögel rund um ein sich umtanzendes, für einander bestimmtes Schwulenpärchen. Die aus Schauspielern, kapriziösen Laien und vormaligen Pornostars zusammen gewürfelte Besetzung verrichtet ihre Sache für solche Verhältnisse überzeugend, besonders Udo Lutz, der Darsteller des Tobi, ragt positiv heraus. Kurzweiliges, pointiert gedichtetes, international konkurrenzfähiges Gay Cinema aus deutschen Landen.“